# Web.com Tour Championship
Het Web.com Tour Championship is een jaarlijks golftoernooi in de Verenigde Staten, dat deel uitmaakt van de Web.com Tour. Het toernooi werd opgericht in 1993 en is sinds de oprichting telkens het laatste toernooi van het golfseizoen. Sinds 2013 vindt het plaats op de Dye's Valley Course van de TPC at Sawgrass in Ponte Vedra Beach, Florida.
Het toernooi wordt gespeeld in een strokeplay-formule uit vier ronden en na de tweede ronde wordt de cut toegepast.

## Geschiedenis
In 1993 werd het toernooi opgericht als het Nike Tour Championship, dat toen vernoemd werd naar de golftour: Nike Tour. Later werd de naam van het toernooi meermaals hernoemd naar de golftour zoals het Buy.com Tour Championschip en het Nationwide Tour Championship. Sinds 2012 is Buy.com hoofdsponsor van de golftour en het toernooi is sindsdien vernoemd naar de sponsor: Web.com Tour Championship.
De eerste jaren bestond het spelersveld uit de top-60 spelers van de Order of Merit. De top-25 van het toernooi verdienden promotie naar de PGA Tour van het volgende jaar. In 2013 werd de opzet wat veranderd. Het deelnemersveld zal bestaan uit de top-75 van de Web.com Tour en de spelers die op dat moment nummer 126-200 staan op de PGA Tour. Er wordt dan om 50 tourkaarten gespeeld en deze worden direct na de vierde ronde uitgedeeld.

## Golfbanen
Het toernooi wordt sinds de oprichting op meerdere verschillende golfbanen gespeeld.
| Jaren      | Golfbaan                                                           | Locatie                    |
| ---------- | ------------------------------------------------------------------ | -------------------------- |
| 1993-1994  | Pumpkin Ridge Golf Club                                            | North Plains, Oregon       |
| 1995-1996  | Ansley Golf Club (The Settindown Course)                           | Roswell, Georgia           |
| 1997       | Grand National Golf Club (Lake course)                             | Opelika, Alabama           |
| 1998       | Robert Trent Jones Golf Trail at Magnolia Grove (Crossings Course) | Mobile, Alabama            |
| 1999-2000  | Robert Trent Jones Golf Trail at Highland Oaks                     | Dothan, Alabama            |
| 2001-2005  | Robert Trent Jones Golf Trail at Capitol Hill (Senator Course)     | Prattville, Alabama        |
| 2006       | Houstonian Golf & Country Club                                     | Richmond, Texas            |
| 2007       | Barona Creek Golf Club                                             | Lakeside, Californië       |
| 2008       | TPC Craig Ranch                                                    | McKinney, Texas            |
| 2009-2011  | Daniel Island Club (Ralston Creek Course)                          | Charleston, South Carolina |
| 2012       | TPC Craig Ranch                                                    | McKinney, Texas            |
| 2013-heden | TPC at Sawgrass                                                    | Ponte Vedra Beach, Florida |

## Winnaars
| Jaar                         | Winnaar                | Score                  | Score                  | Info                              |
| Nike Tour Championship       | Nike Tour Championship | Nike Tour Championship | Nike Tour Championship | Nike Tour Championship            |
| ---------------------------- | ---------------------- | ---------------------- | ---------------------- | --------------------------------- |
| 1993                         | David Duval            | 277                    | -7                     |                                   |
| 1994                         | Mike Schuchart         | 277                    | –11                    |                                   |
| 1995                         | Allen Doyle po         | 283                    | –5                     | Won de play-off van John Maginnes |
| 1996                         | Stewart Cink           | 281                    | –7                     |                                   |
| 1997                         | Steve Flesch           | 278                    | –10                    |                                   |
| 1998                         | Bob Burns              | 283                    | –5                     |                                   |
| 1999                         | Bob Heintz po          | 283                    | –5                     | Won de play-off van Marco Dawson  |
| Buy.com Tour Championship    |                        |                        |                        |                                   |
| 2000                         | Spike McRoy            | 272                    | –16                    |                                   |
| 2001                         | Pat Bates              | 284                    | –4                     |                                   |
| 2002                         | Paatrick Moore         | 206                    | –10                    | 54-holes (regenweer)              |
| Nationwide Tour Championship |                        |                        |                        |                                   |
| 2003                         | Chris Couch            | 270                    | -18                    |                                   |
| 2004                         | Nick Watney            | 273                    | –15                    |                                   |
| 2005                         | David Branshaw         | 276                    | –12                    |                                   |
| 2006                         | Craig Kanada           | 275                    | –13                    |                                   |
| 2007                         | Richard Johnson        | 264                    | –20                    |                                   |
| 2008                         | Matt Bettencour        | 267                    | –17                    |                                   |
| 2009                         | Matt Every             | 267                    | –21                    |                                   |
| 2010                         | Brendan Steele po      | 275                    | –13                    | Won de play-off van Colt Knost    |
| 2011                         | Ken Duke               | 278                    | –10                    |                                   |
| Web.com Tour Championship    |                        |                        |                        |                                   |
| 2012                         | Justin Bolli           | 268                    | –16                    |                                   |
| 2013                         | Chesson Hadley         | 270                    | –10                    |                                   |
| 2014                         | Derek Fathauer         | 266                    | –14                    |                                   |

| Toernooirecord |  | po = winnaar na play-off |